# The Dead One
The Dead One ist ein 2007 veröffentlichter Fantasyfilm vom Regisseur Brian Cox. Er basiert auf dem Comic El Muerto von Javier Hernandez.

## Inhalt
Der junge Juan Diego reist illegal aus Mexiko in die USA ein. Er trifft auf einen alten Azteken, der ihm von einer Abkürzung über einen Fluss erzählt. Bevor die beiden dort ankommen, führt der alte Mann dem aztekischen Opfergott ein uraltes Ritual durch und der Mann stirbt. Juan Diego wird dann allein am Fluss gelassen. Zehn Jahre später lebt Diego in East Los Angeles, Kalifornien. Er hat eine Freundin namens Maria Somera und er lebt mit seinem besten Freund Zak Silver zusammen. Marias Onkel ist ein Priester, der in einer örtlichen Kirche wohnt. Er mag Juans Sympathie für die aztekische Religion nicht. Dies führt normalerweise dazu, dass Juan und Maria sich heimlich treffen. Juan Diego geht zum lokalen Festival von Dia de los Muertos, dass stattfinden soll. Diego verkleidet sich als untoter Mariachi mit der traditionellen Gesichtsbemalung. Leider muss er alleine gehen, da sowohl sein Freund Zak als auch Maria in der Nacht der Feier beschäftigt sind. Auf der Fahrt macht Juan ein Autounfall und stirbt dabei. Diego wacht in Mictlan auf. Dort wird er in einem uralten Ritual vom Todesgott geopfert und ein Jahr später nach seinem Tod wird er in das Land der Lebenden zurückgeschickt. Später erfährt Didgo, dass die alten Götter ihre Welt wieder regieren wollen. Es müssen drei Opfer gebracht werden, die die Kirche repräsentieren, die ihnen die Macht genommen hat. Dies gefährdet Marias Leben, da sie eine Nachfahrin einer der ersten Kirchen in Mexiko ist. Jetzt muss Diego gegen die Götter kämpfen, die ihn dazu gebracht haben, die Frau zu retten, die er liebt.

## Produktion
Die Filmrechte an El Muerto wurden später im Mai 2003 von Peninsula Films erworben. Es wurde bis 14. Februar 2005 gefilmt.
Die ersten privaten Filmvorführungen fanden in Los Angeles, New York bzw. auf dem amerikanischen Filmmarkt statt. Während dieser Zeit wurde ein Trailer für den Film, der ursprünglich als Vorschau für den amerikanischen Filmmarkt gedacht war, auf verschiedenen Websites mit geteilten Videos wie YouTube veröffentlicht. Der Film feierte am 1. März 2007 beim Latino Film Festival im kalifornischen San Diego seine offizielle Premiere. Die Stars Angie Cepeda und Tony Plana waren bei der Veranstaltung ebenso anwesend wie der Schöpfer Javier Hernandez. Nachfolgende Festivalvorführungen umfassten Toronto, San Francisco, San Diego, Los Angeles und New York. Letzteres bot die Chance, die Tickets zu gewinnen.
Der Film erhielt am 14. September 2007 im Laemmle Grande Theatre in der Innenstadt von Los Angeles eine vollwertige Kinopremiere. Eine weitere Vorführung fand beim ersten jährlichen Whittier Film Festival am 7. März 2008 statt, wo der Film den Preis für den besten Spielfilm gewann. Die DVD wurde am 18. September 2007 von Echo Bridge Entertainment veröffentlicht.

## Kritiken
Der Film erhielt eher negative Kritiken. Bei Rotten Tomatoes erhielt der Film vom Publikum nur 28 Prozent positive Bewertungen. Von den Nutzern der Internet Movie Database erhielt der Film 3,5 von 10 Punkten.